# Warszawskie Towarzystwo Fizyczno-Chemiczne
Warszawskie Towarzystwo Fizyczno-Chemiczne – polskie towarzystwo naukowe działające w latach 1767–1769 w Warszawie .

## Historia
Utworzone zostało jesienią 1767 roku w Warszawie. Przyjmowało na członków zarówno cudzoziemców, jak i krajowców. Jako swoje cele deklarowało „badanie zjawisk fizycznych, rekomendowanie obywatelom skutecznych lekarstw, a przede wszystkiem udzielania wskazówek praktycznych ku podniesieniu w kraju przemysłu rolnego i fabryk. Podejmowało się na własny koszt analizy nadesłanych minerałów i ciał płynnych; przyrzekało nie ujawniać rezultatów badania, dopóki doświadczenie zastosowania ich praktycznego nie stwierdzi” .
Przedmioty i listy w języku łacińskim, niemieckim i francuskim odbierało przez Grela; na wszelkie zapytania zobowiązywało się odpowiadać w przeciągu miesiąca .

## Publikacje
W kwietniu 1768 towarzystwo opublikowało pierwszy zeszyt wydawnictwa p. t. Vermischte Abhandlungen der Physisch-Chymischen Warschauer Gesellschaft zur Befoerderung der praktischen Kenntnisse in der Naturkunde, Oeconomie, Manufakturen und Fabryken, hesonders in Absicht auf Polen. W grudniu tego samego roku wyszedł nakładem Michała Grela, Kommisarza Nadw. y Bibliopoli J. K. Mci przekład X. P. Twardego: Różne uwagi fizyczno-chymicznego warszawskiego Towarzystwa na rozszerzenie praktyczney umiejętności w fizyce, ekonomii, manufakturach y fabrykach osobliwie względem Polskiey, który poruszał tematykę wykorzystania bogactw polskich w celach gospodarczych oraz rozwój przemysłu w powiązaniu z nauką .
Towarzystwo upadło w 1769 roku ze względu na niespokojne warunki polityczne wynikające z działań wojennych. W Rzeczypospolitej rozpoczynała się wówczas konfederacja barska .